# Sierra de Yeguas
Sierra de Yeguas – gmina w Hiszpanii, w prowincji Malaga, w Andaluzji, o powierzchni 85,59 km². W 2011 roku gmina liczyła 3517 mieszkańców.